# Eriçó de Somàlia
L'eriçó de Somàlia (Atelerix sclateri) és una espècie d'eriçó. Com ho indica el seu nom, es tracta d'una espècie endèmica del país africà de Somàlia.